# Araneus pentagrammicus
Araneus pentagrammicus är en spindelart som först beskrevs av Karsch 1879.  Araneus pentagrammicus ingår i släktet Araneus och familjen hjulspindlar. Inga underarter finns listade i Catalogue of Life.

## Bildgalleri

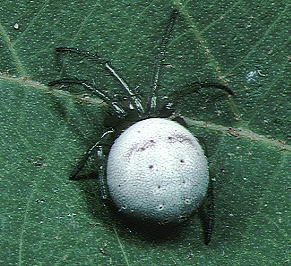
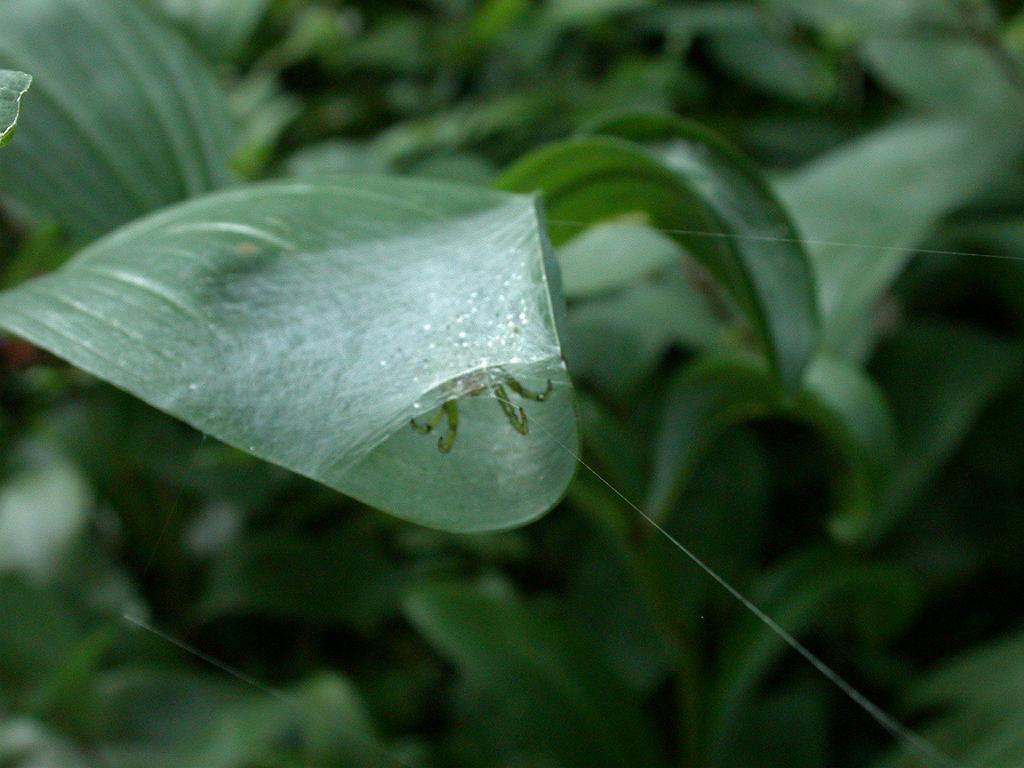